# ミリー・パーキンス
ミリー・パーキンス（Millie Perkins、1938年5月12日 - ）は、アメリカ合衆国の女優。

## 来歴

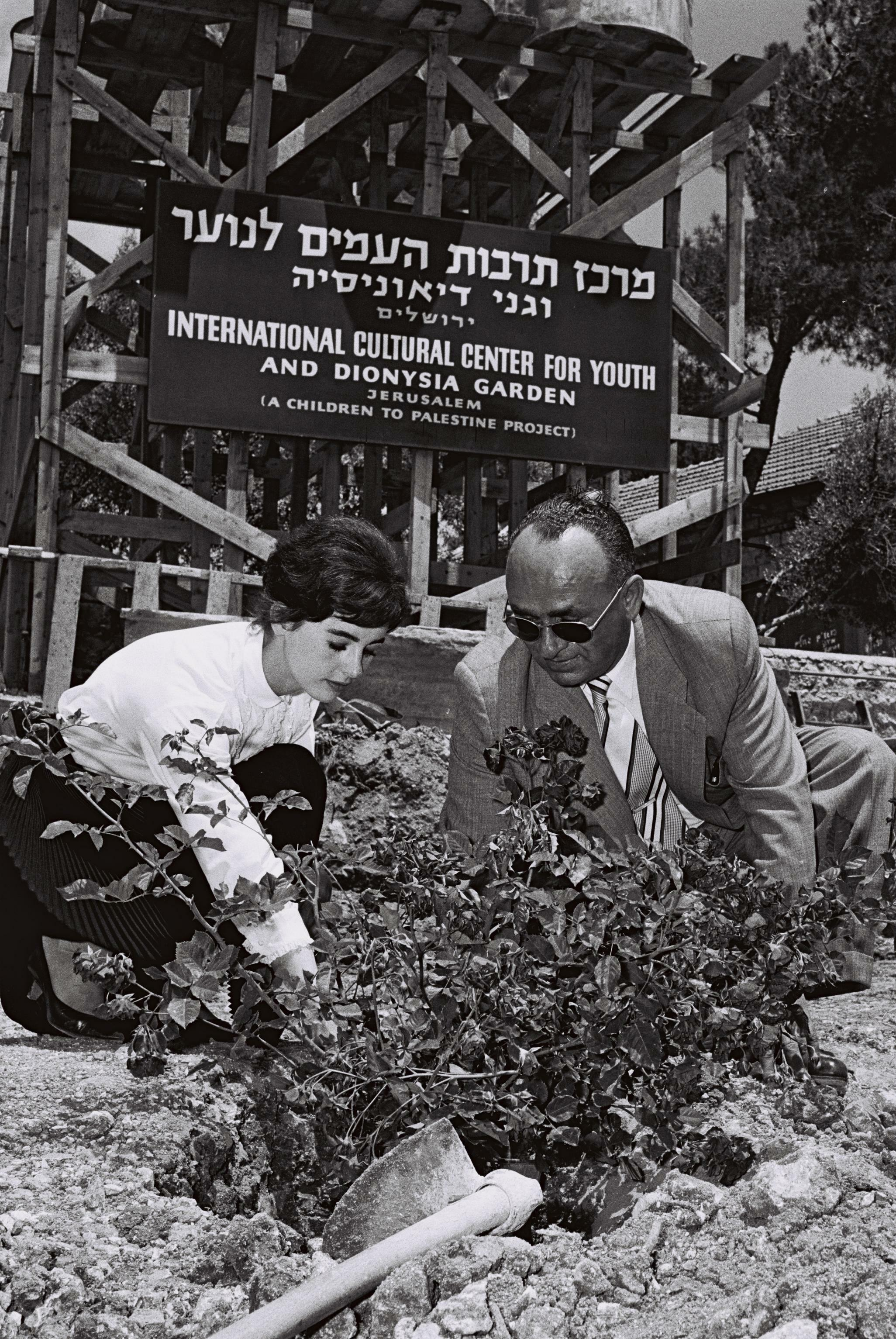
1959年5月、イスラエルを訪れた。

ニュージャージー州パサイク出身。幼い頃からモデルとして雑誌の表紙などで活躍。
1959年、「アンネの日記」を舞台化したブロードウェイの同名劇の映画化『アンネの日記』で主人公アンネ・フランク役に抜擢され、女優デビューする。しかし、その後は作品に恵まれず、テレビを中心に出演している。
俳優のディーン・ストックウェルは元夫。

## 主な出演作品

### 映画

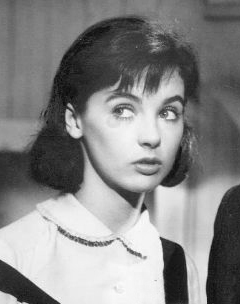
『アンネの日記』（1959年）

- アンネの日記 The Diary of Anne Frank (1959)
- 嵐の季節 Wild in the Country (1961)
- ミスタア・パルバー Ensign Pulver (1964)
- 銃撃 The Shooting (1966)
- 旋風の中に馬を進めろ Ride in the Whirlwind (1966)
- 狂った青春 Wild in the Streets (1968)
- コックファイター Cockfighter (1974)
- レイプジャック・襲われた人妻 A Gun in the House (1981) テレビ映画
- 5人のテーブル Table for Five (1983)
- ライセンス・トゥ・キル 殺しのライセンス License to Kill (1984) テレビ映画
- ロンリー・ブラッド At Close Range (1986)
- ジェイク・スピード/熱砂の大冒険 Jake Speed (1986)
- サンクスギビング・プロミス The Thanksgiving Promise (1986)
- スラムダンス Slam Dance (1987)
- ウォール街 Wall Street (1987)
- トゥー・ムーン Two Moon Junction (1988)
- バスケット・ボーイ/ピート・マラヴィッチの青春 The Pistol: The Birth of a Legend (1991)
- ネクロノミカン Necronomicon (1993)
- ミッドナイト・ラン3 やけっぱちの美女 Midnight Run for Your Life (1994) テレビ映画
- 覗く女2 Bodily Harm (1995)
- チェンバー/凍った絆 The Chamber (1996)
- ロストシティ The Lost City (2005)

### テレビドラマ
- 探偵ハート&ハート Hart to Hart (1981)
- ロマンス・シアター Romance Theatre (1983)
- ジェシカおばさんの事件簿 Murder, She Wrote (1986)
- 頑固じいさん孫3人 Our House (1987 - 1988)
- ザ・ヤング・アンド・ザ・レストレス The Young and the Restless (2006)